# Orectognathus antennatus
Orectognathus antennatus är en myrart som beskrevs av Smith 1853. Orectognathus antennatus ingår i släktet Orectognathus och familjen myror. Inga underarter finns listade i Catalogue of Life.

## Bildgalleri

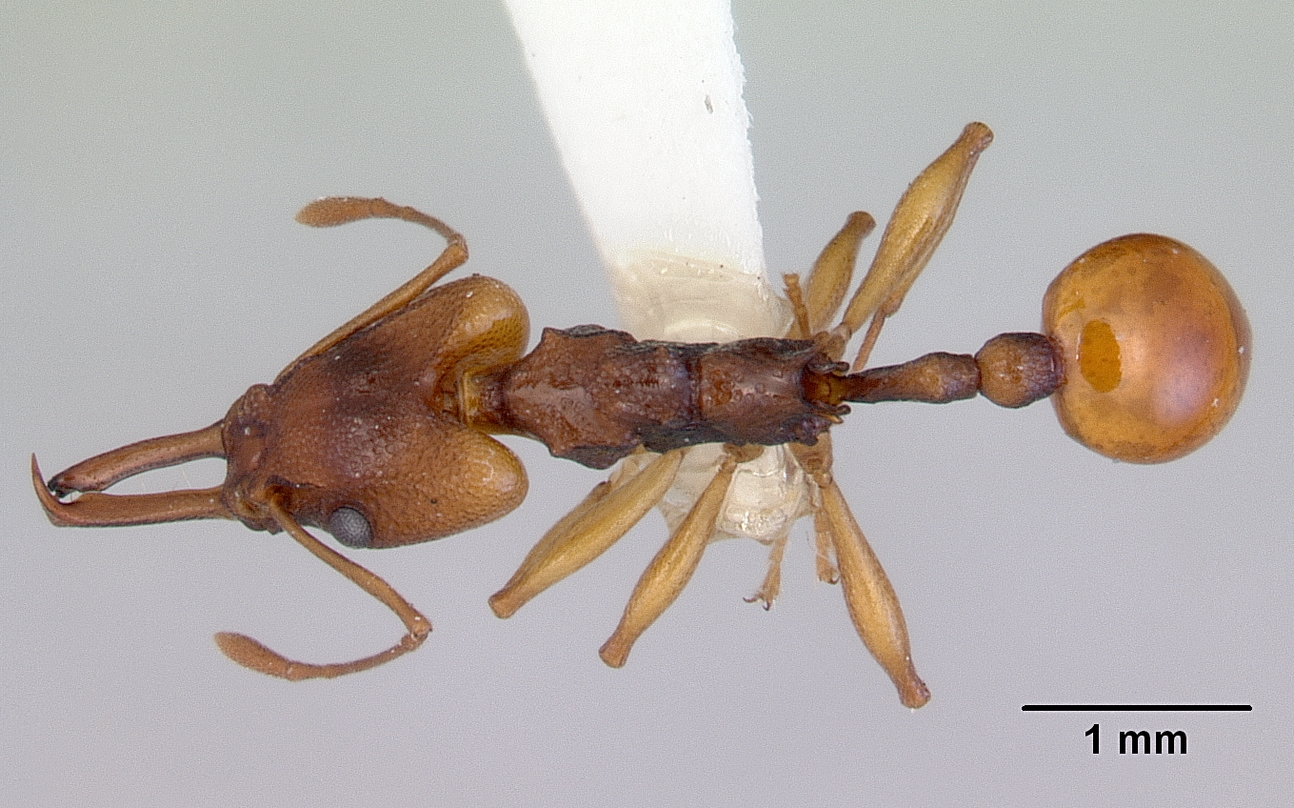
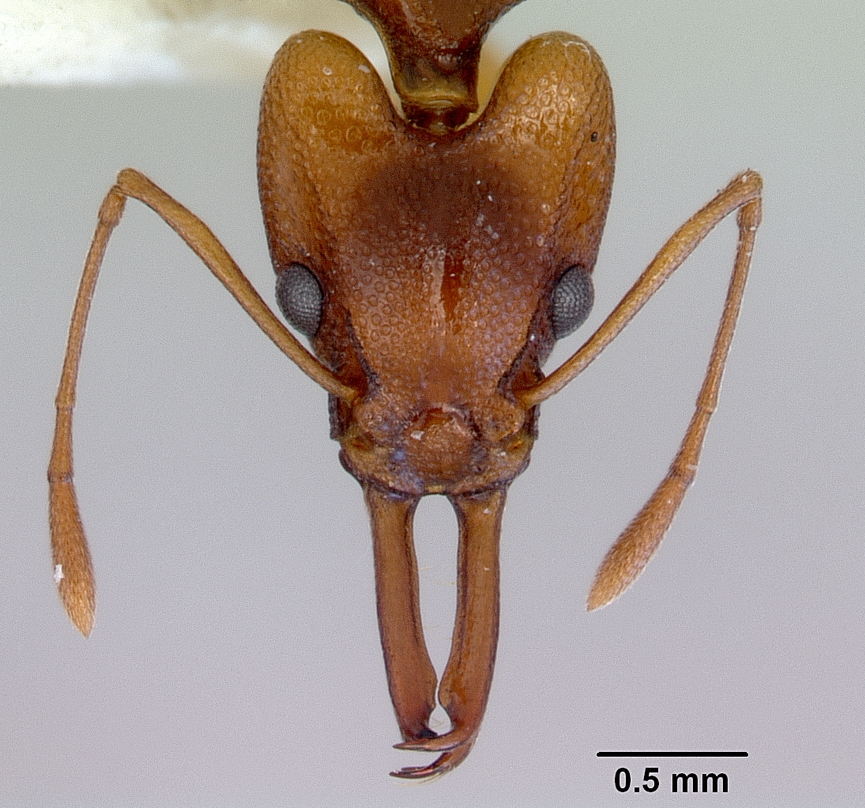
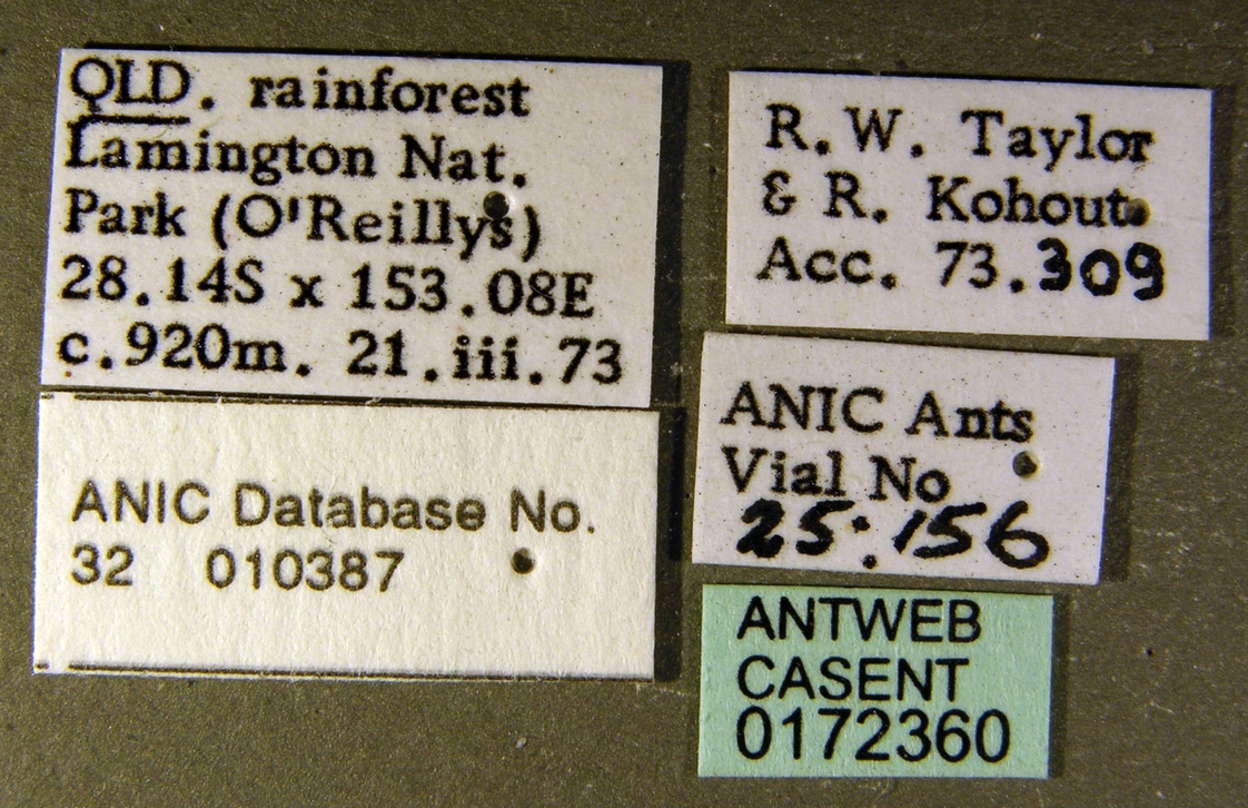
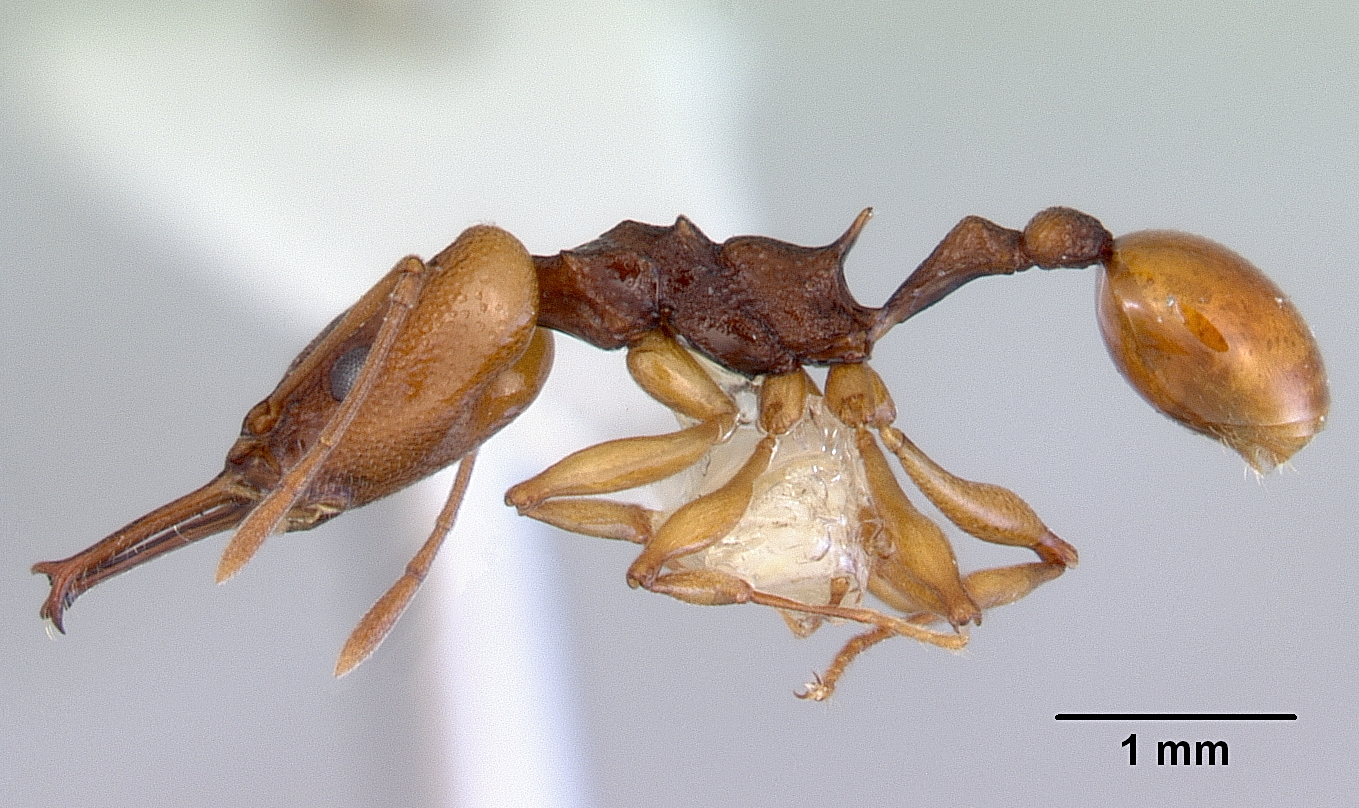
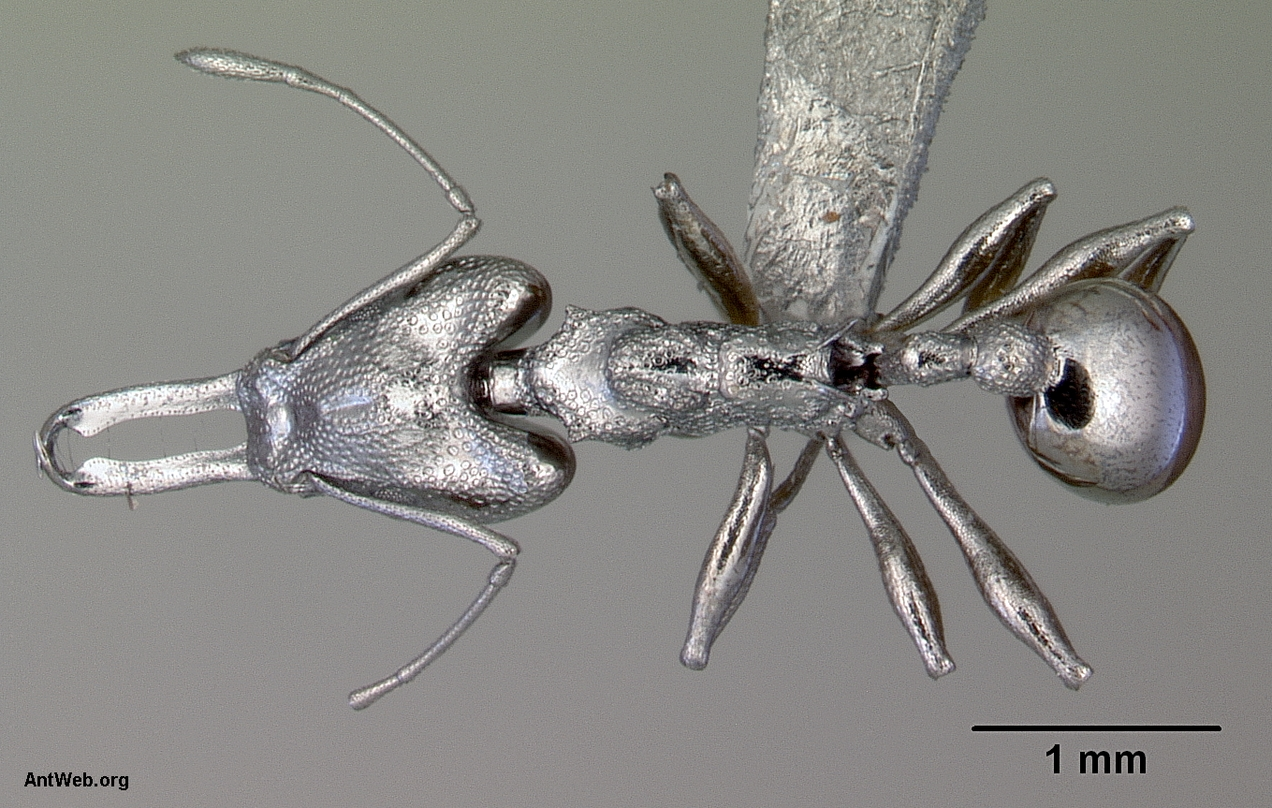
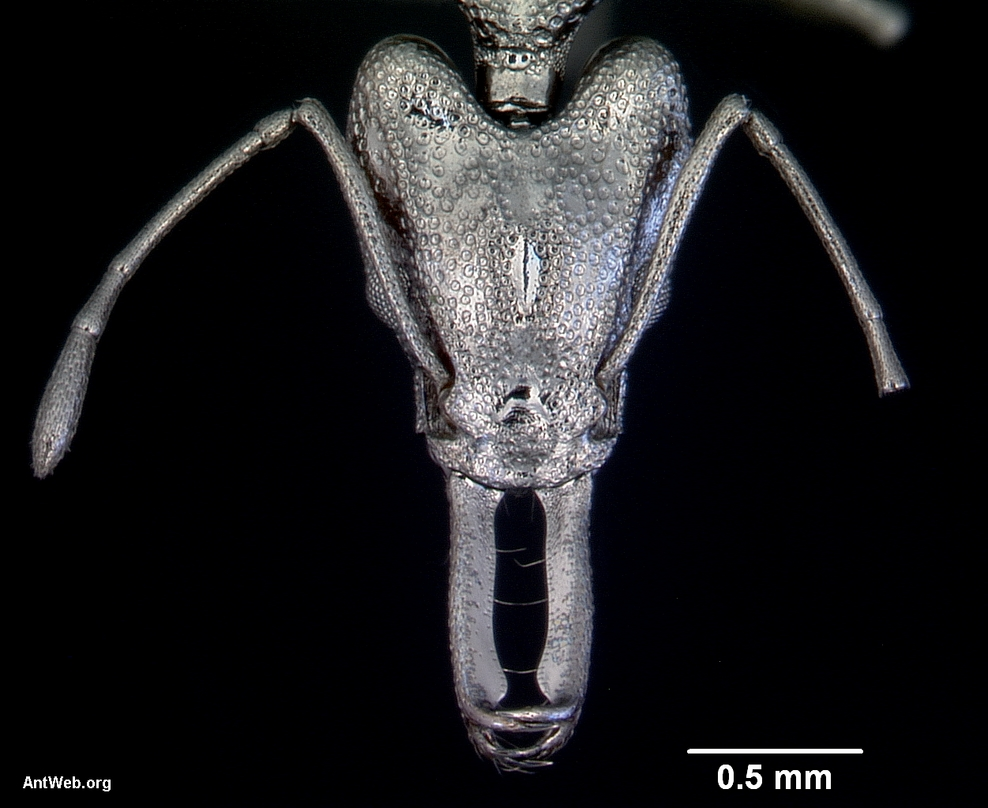